# Ловец на подводници
Ловец на подводници е подклас малък боен кораб, предназначен за издирване и унищожаване на подводници при носене на дозорна служба или охрана на транспортни съдове и кораби. Появяват се в периода на Първата световна война, а най-голям разцвет имат през Втората световна война. Размерите и ходовите им характеристики варират в широки граници, въоръжението им се състои от дълбочинни бомби и малокалибрени оръдия. В следвоенния период усъвършенстването на подводниците изисква увеличение на размерите на корабите, които могат ефективно да се борят с тях и да носят необходимото за това оборудване и въоръжение, във връзка с това строителството на ловци на подводници е преустановено.
Запазени и действащи такива кораби има в Норвегия, като HNoMS Hitra, който е плаващ музей, също и PC1610, и двата от Втората световна война, а Le Fougueux е построен през 1953 на базата на чертежи от САЩ от времето на Втората световна война .